# Lontras
Lontras là một đô thị thuộc bang Santa Catarina, Brasil. Đô thị này có diện tích 230 km², dân số năm 2007 là 9180 người, mật độ 45,2 người/km².